# Action Man

Vários bonecos de Action Mab

Action Man foi uma série de action figures comercializadas de 1966 a 1984 no Reino Unido pela Palitoy, baseado na série G.I. Joe da Hasbro.
Action Man surge em 1966, dois anos após o lançamento de G.I. Joe, como uma versão adaptada ao mercado europeu. Em 1982, a Hasbro lançou G.I. Joe: A Real American Hero, a Palitoy adaptou com o nome Action Force, uma equipe cujos quadrinhos também foram editados pela IPC Magazine e Marvel UK. Em 1993, a Action Man foi adquirida pela Hasbro, que o transformou em um aventureiro sem referências militares. Um inimigo regular foi introduzido para Action Man; o terrorista Dr. X. Em anos posteriores, mais oponentes foram adicionados, como Professor Gangrene, Tempest e Anti-Freeze.